# Gudja
Gudja (oder Il-Gudja) ist ein Dorf in Malta mit 3227 Einwohnern (Stand 31. Dezember 2020). Es liegt auf einem kleinen Hügel südlich des Großen Hafens. Seit 1992 befindet sich das Terminal des Flughafens Malta auf dem Dorfgebiet.
Gudjas Wappen trägt den Sinnspruch „PLURIBUS PARENS“ (dt.: Mutter vieler Kinder). Diese Kinder sind Safi, Kirkop, Ħal-Farruġ, Luqa, Mqabba und Tarxien, die alle einst zur Kirchengemeinde Gudja gehörten.
Das Dorf hat einen Palast namens Palazzo Bettina, von dem man annimmt, dass Napoleon dort während seines kurzen Aufenthaltes in Malta wohnte, als Malta von den Franzosen beherrscht wurde.
Die Pfarrkirche ist der Himmelfahrt der Jungfrau Maria geweiht und sie ist die einzige Kirche in Malta mit 3 Glockentürmen. Der auffallendste von ihnen ist der William Baker Tower, der in den 1880er Jahren von einem englischen Architekten dieses Namens gebaut wurde.

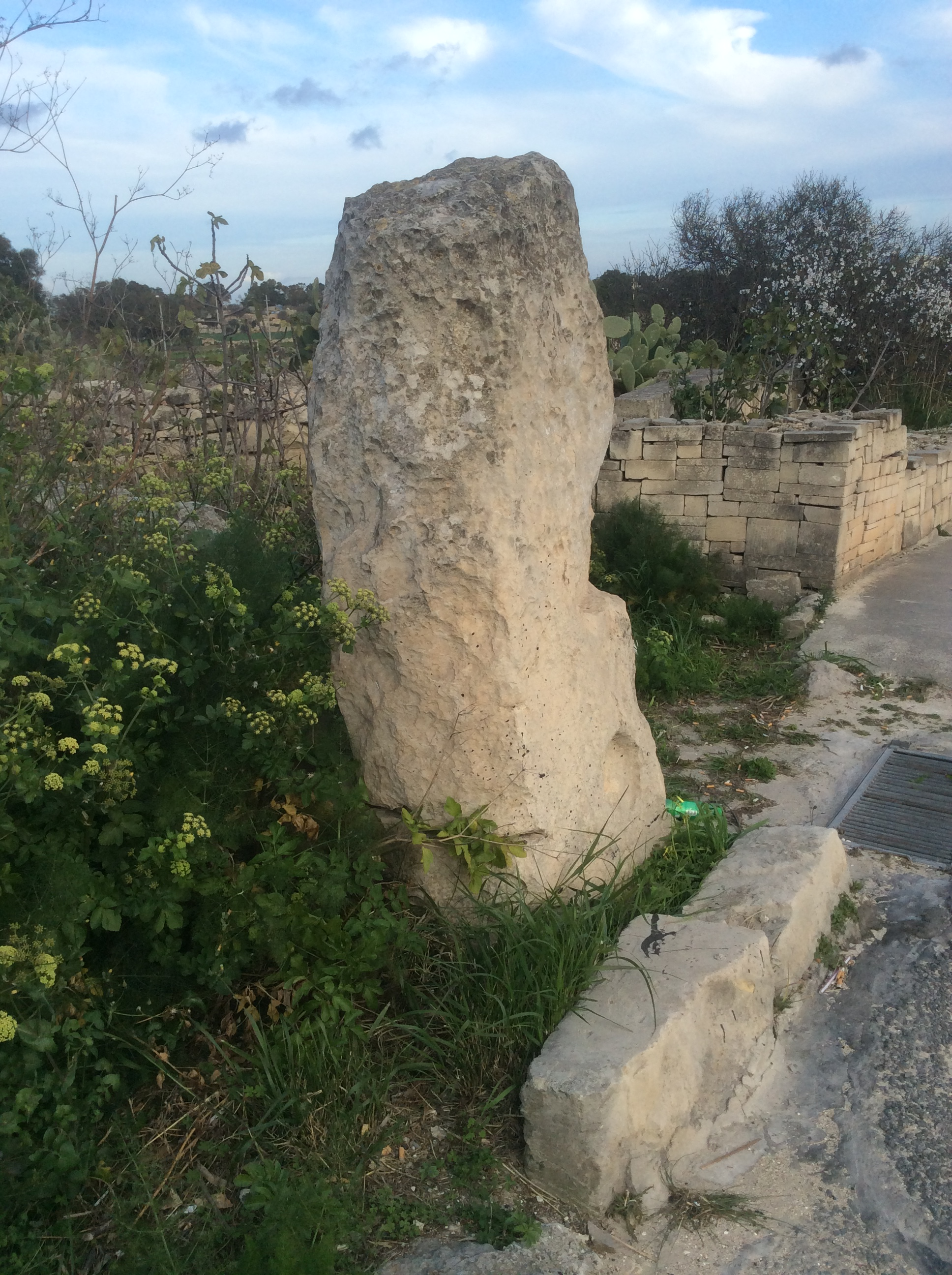
Monolith von Gudja

Im Kircheninneren gibt es einige interessante Kunstgegenstände: Das Gemälde von der Himmelfahrt Mariens wurde 1887 vom italienischen Maler Pietro Gagliardi geschaffen. Derselbe Maler war 1889 mit dem Bildnis „Our Lady of Carmel“ beschäftigt. Eine weitere interessante Malerei ist der „Tod des hl. Josef“, die 1894 vom italienischen Künstler Domenico Bruschi geschaffen wurde. Das wichtigste Standbild in der Kirche wurde 1807 vom Malteser Vincenzo Dimech aus Holz geschnitzt.
Gudja besitzt ebenfalls die berühmte, 500 Jahre alte Kapelle Santa Marija ta’ Bir Miftuħ.
In Gudja gibt es auch einen Fußballverein, den „Gudja United FC“. Er war in den 1980er-Jahren erfolgreich, als er nur knapp den Aufstieg in die 1. Liga verpasste.

## Söhne und Töchter
- Carmelo Zammit (* 1949), römisch-katholischer Geistlicher, Bischof von Gibraltar
- Iona Dalli (* 1994), Sängerin
- Raquel Galdes (* 1996), Sängerin